# Окупациона терапија
Окупациона терапија је један од најстаријих облика  радне терапије практикован прво у психијатријским установама, а затим и у свим другим у којима је то могуће. Циљ терапије је да мотивише клијенте како би активно учествовали у сврсисходној активности. Уколико је могуће најчешће су то облици рада који су занимљиви, који доприносе бољој ресоцијализацији као и припреми за отпуст и самостални живот. Окупациона терапија најчешће се реализује као део групног рада.